# بقعه خواجه تاج‌الدین
بقعه خواجه تاج الدین مربوط به سدهٔ ۹ ه.ق است و در کاشان، خیابان فاضل نراقی، کوچه مسجد آقا بزرگ واقع شده و این اثر در تاریخ ۱۱ بهمن ۱۳۳۴ با شمارهٔ ثبت ۴۰۰ به‌عنوان یکی از آثار ملی ایران به ثبت رسیده است.